# Юньфу
Юньфу́ (кит. упр. 云浮, пиньинь Yúnfú) — городской округ в провинции Гуандун КНР.

## История
Во времена империи Мин в 1577 году была создана Лодинская непосредственно управляемая область (罗定直隶州), а в её составе — уезды Дунъань (东安县) и Синин (西宁县). После Синьхайской революции в Китае была проведена реформа структуры административного деления, в ходе которой области были упразднены, поэтому в 1912 году Лодинская непосредственно управляемая область была расформирована, а земли, до этого напрямую подчинявшиеся областным властям, стали уездом Лодин (罗定县). В 1914 году уезд Дунъань был переименован в Юньфу (云浮县), а уезд Синин — в Юйнань.
После вхождения этих мест в состав КНР был образован Специальный район Сицзян (西江区专), состоящий из 10 уездов. В 1952 году Специальный район Сицзян был расформирован, и эти земли перешли в состав Административного района Юэчжун (粤中行政区). В конце 1955 года было принято решение о расформировании Административных районов, и в 1956 году был создан состоящий из 11 уездов Специальный район Гаояо (高要专区). В ноябре 1958 года уезды Лодин и Юйнань были объединены в уезд Лонань (罗南县), а уезды Синьсин и Юньфу — в уезд Синьюнь (新云县), который в апреле 1959 года был переименован в Синьсин. В декабре 1959 года Специальный район Гаояо был переименован в Специальный район Цзянмэнь (江门专区). В 1961 году Специальный район Цзянмэнь был переименован в Специальный район Чжаоцин (肇庆专区). В апреле 1961 года из уезда Синьсин был вновь выделен уезд Юньфу, а уезд Лонань — вновь разделён на уезды Лодин и Юйнань. В 1970 году Специальный район Чжаоцин был переименован в Округ Чжаоцин (肇庆地区).
Постановлением Госсовета КНР от 7 января 1988 года округ Чжаоцин был преобразован в городской округ Чжаоцин.
В сентябре 1992 года уезд Юньфу был преобразован в городской уезд.
8 апреля 1993 года уезд Лодин был преобразован в городской уезд.
Постановлением Госсовета КНР от 4 апреля 1994 года городские уезды Лодин и Юньфу и уезды Юйнань и Синьсин были выделены из городского округа Чжаоцин в отдельный городской округ Юньфу; городской уезд Юньфу был при этом преобразован в район Юньчэн.
9 января 1996 года из района Юньчэн был выделен уезд Юньань (云安县).
Постановлением Госсовета КНР от 9 сентября 2014 года уезд Юньань был преобразован в район городского подчинения.

## География
Юньфу расположен в западной части провинции Гуандун. На юге он граничит с округами Маомин, Янцзян и Цзянмынь, на востоке — с округом Фошань, на севере — с округом Чжаоцин, на западе — с Гуанси-Чжуанским автономным районом. Гористая местность занимает более 60 % территории округа Юньфу, а холмистая местность — более 30 %. 
Климат в Юньфу субтропический, он характеризуется мягкой, сухой и солнечной зимой, пасмурной и сухой весной, жарким и дождливым летом, прохладной осенью. Среднегодовая температура воздуха составляет + 22° C, среднегодовое количество осадков — 1580 мм, среднегодовое число солнечных часов — 1418. В летний период в округе часты тайфуны и сильные ливни.

## Население
Древнейшим населением округа Юньфу были яо и чжуаны. Позже сюда стали переселяться ханьцы, которые ассимилировали коренные народы или вытесняли их в отдалённые горные деревни.
В округе Юньфу говорят на локальном диалекте кантонского языка, в меньшей степени распространены локальные диалекты языков минь и хакка.

## Административно-территориальное деление
Городской округ Юньфу делится на 2 района, 1 городской уезд, 2 уезда:
| Карта                              | Карта    | Карта     | Карта        | Карта            | Карта         |
| ---------------------------------- | -------- | --------- | ------------ | ---------------- | ------------- |
| Юньчэн Юньань Синьсин Юйнань Лодин |          |           |              |                  |               |
| Статус                             | Название | Иероглифы | Пиньинь      | Население (2020) | Площадь (км²) |
| Район                              | Юньчэн   | 云城区    | Yúnchéng qū  |                  |               |
| Район                              | Юньань   | 云安区    | Yún'ān qū    |                  |               |
| Городской уезд                     | Лодин    | 罗定市    | Luódìng shì  |                  |               |
| Уезд                               | Синьсин  | 新兴县    | Xīnxīng xiàn |                  |               |
| Уезд                               | Юйнань   | 郁南县    | Yùnán xiàn   |                  |               |

## Экономика

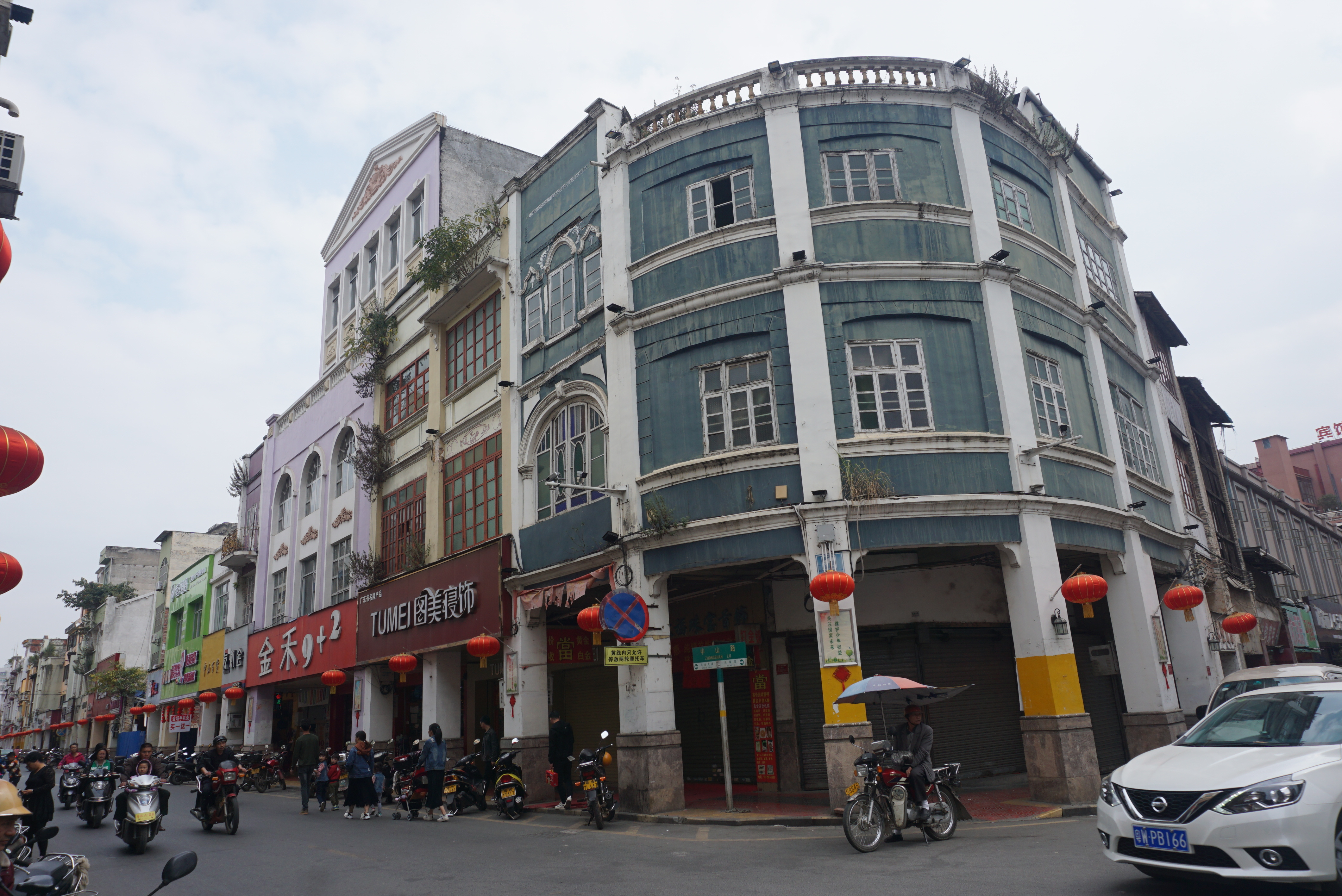
Торговая улица в старой части города Дучэн

В Юньфу базируется компания Wens Foodstuff Group — один из крупнейших в Китае производителей мясных продуктов (курятины, утятины и свинины), а также молочных и рыбных продуктов. В компании работает свыше 50 тыс. сотрудников, продажи в 2020 году превысили 11 млрд долларов. Также в Юньфу расположен завод по производству БПЛА компании EHang.
В небольших количествах в Юньфу добывают золото, серебро, медь, железо, олово, свинец, цинк и марганец, а также силлиманит, доломит, мрамор, гранит, барит, тальк, каолин, известняк, глину, песок, щебень, калиевый полевой шпат и минеральную воду. Развиты цементная промышленность, обработка мрамора и гранита (в том числе производство каменной мебели и надгробий). 
В округе Юньфу выращивают рис, кукурузу, фасоль, лук-порей, чай, апельсины, сливы и арбузы, разводят кур, уток, свиней, пресноводную рыбу и тутового шелкопряда. В горной местности ведётся заготовка бамбука и ценных сортов древесины (сосна, пихта). 
Основу энергетики составляет крупная угольная ТЭС (Yunfu Power Station). Развивается внутренний туризм; гости из Гуанчжоу, Шэньчжэня и Гонконга посещают горные водопады, каньоны, старинные деревни, храмы и буддийские пещеры.

## Транспорт

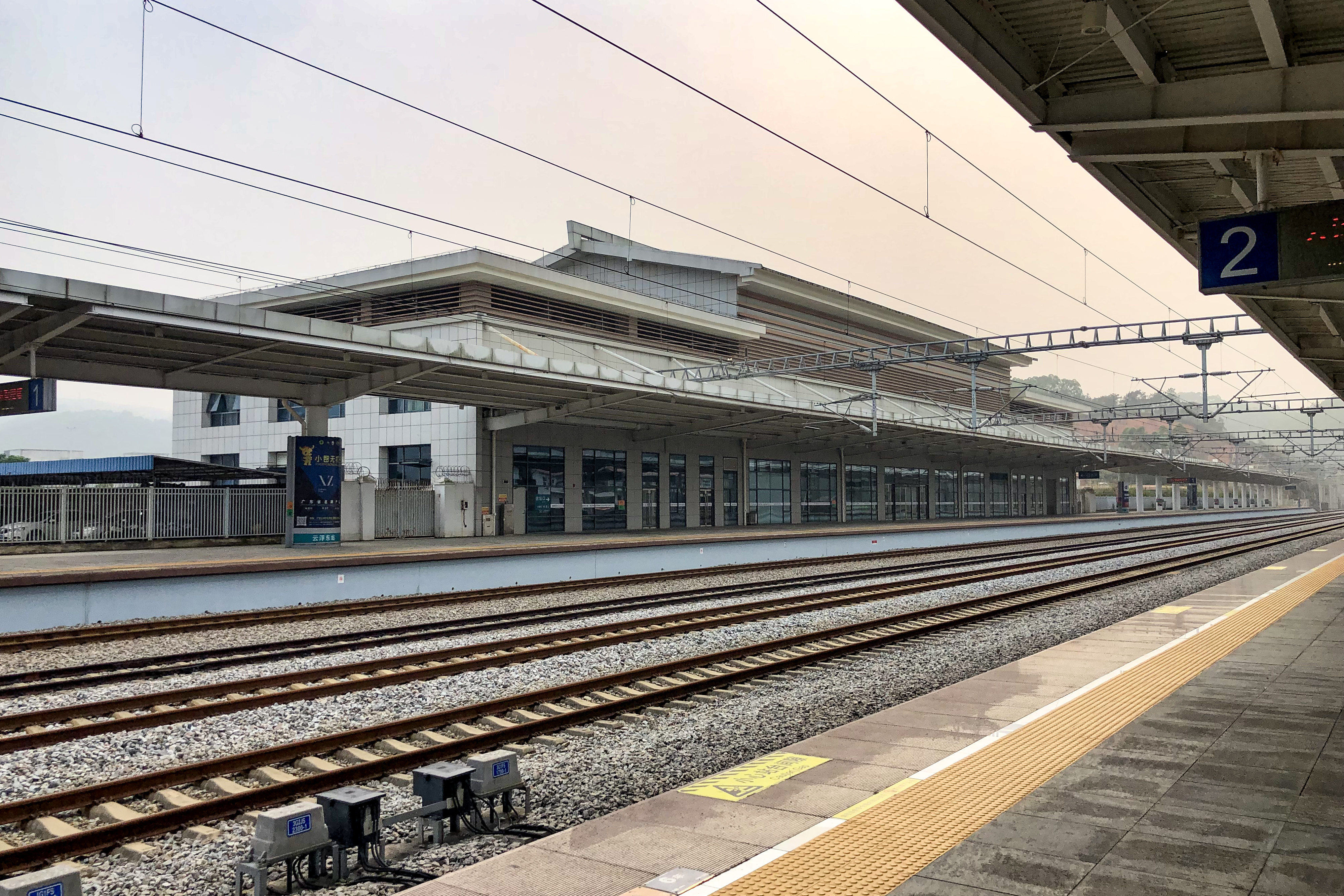
Железнодорожная станция Юньфудун

Дороги с цементным или асфальтовым покрытием доступны для каждого отдельного поселка и деревни. Через территорию округа проходят национальная автомагистраль G324 (Фучжоу — Куньмин), скоростные автомагистрали G80 (Гуанчжоу — Куньмин) и S8 (Гуанчжоу — Учжоу), а также высокоскоростная железная дорога Гуанчжоу — Наньнин и железная дорога Гуанчжоу — Маомин.
По реке Сицзян осуществляется грузовое судоходство между Юньфу и Учжоу, а также между Юньфу и дельтой Жемчужной реки вплоть до Гонконга и Макао. Крупный речной порт расположен в районе Юньань (годовой грузооборот порта превышает 10 млн тонн).
Имеется широкая сеть автобусных маршрутов, в урбанизированных районах работают несколько общекитайских агрегаторов такси.

## Культура
В округе Юньфу проводится множество различных праздников и фестивалей фольклорного и религиозного характера, посвящённых культу предков и почитанию небесных покровителей профессий (например, свои божества почитают рыбаки вдоль реки Сицзян, крестьяне и скотоводы). Праздники сопровождаются храмовыми церемониями (в том числе шествиями со скульптурами богов) и яркими представлениями (танец льва, игра на эрху, соне и барабанах), а также молитвами о хорошей погоде и обильном урожае. 
В округе Юньфу широко отмечают Мяохуэй, к которому приурочены большие храмовые ярмарки. Среди местных жителей популярны локальные варианты таких китайских блюд, как димсам, цзунцзы и доуфу. В местном варианте кантонской кухни широко используют рыбу, креветки, крабы, свинину, курицу, фасоль, лук-порей и перец.

## Известные уроженцы
На территории современного округа Юньфу родился патриарх китайского чань-буддизма Хуэйнэн (638).

## Галерея

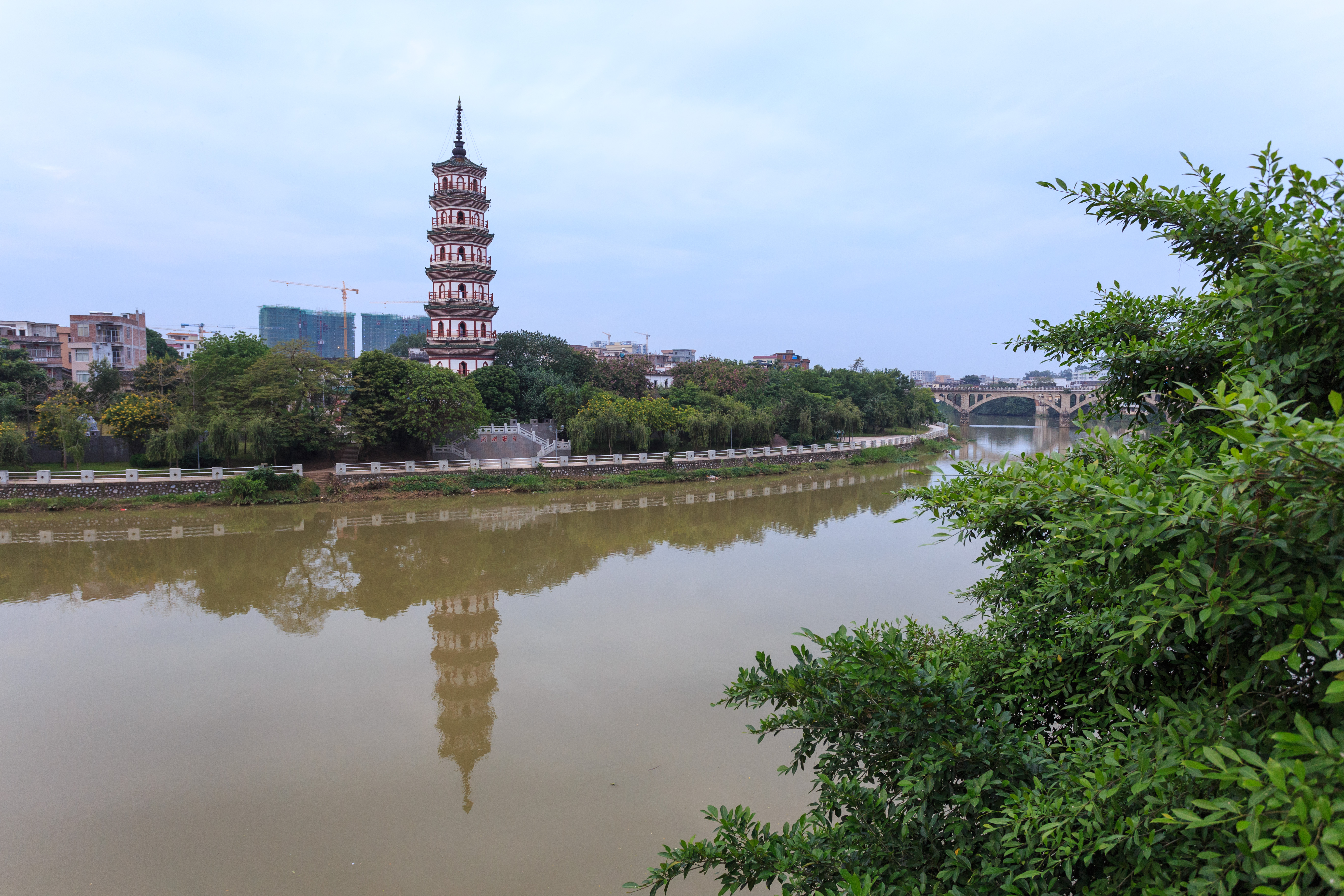
Пагода в Лодине
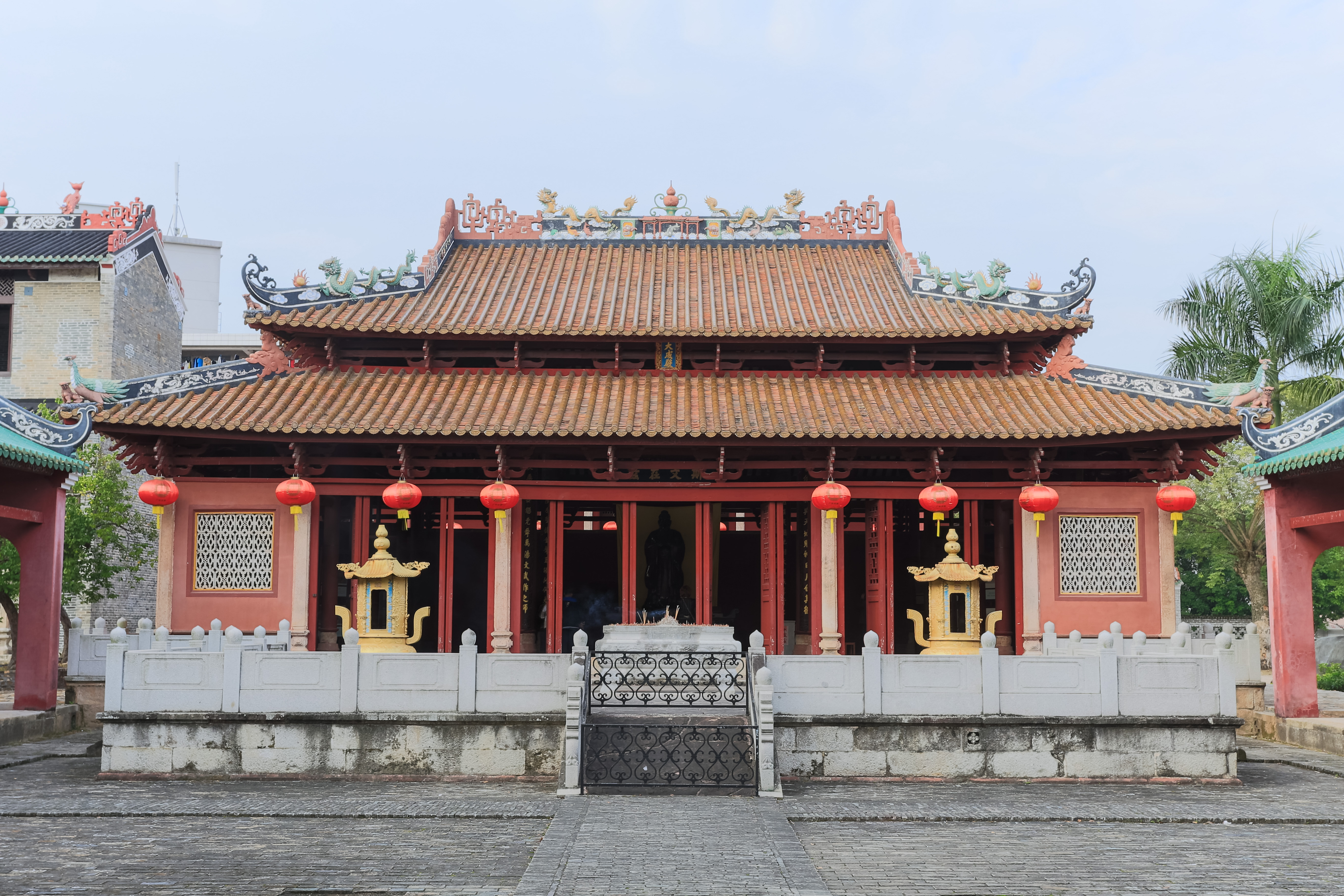
Конфуцианский храм в Лодине
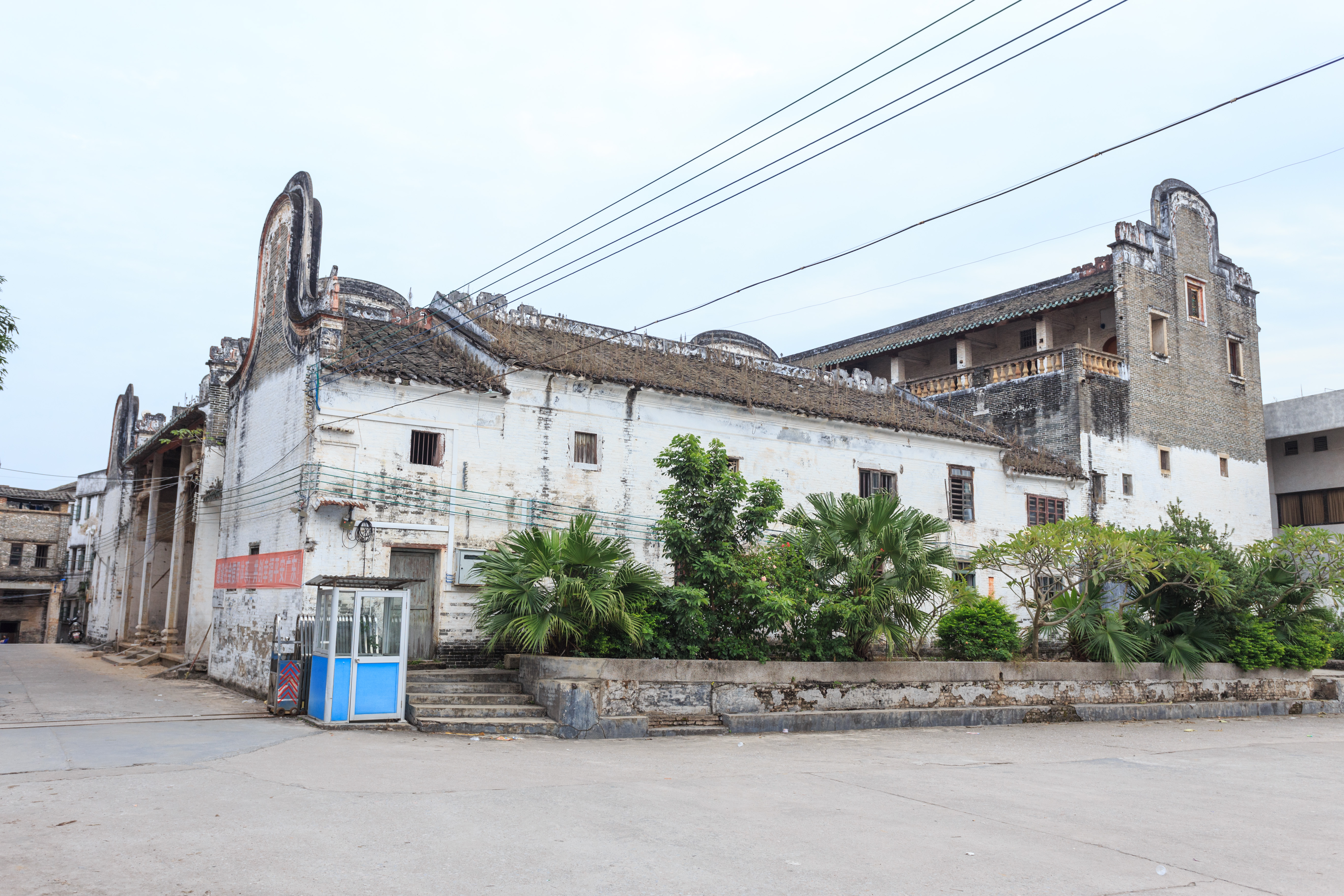
Старинный дом в Лодине
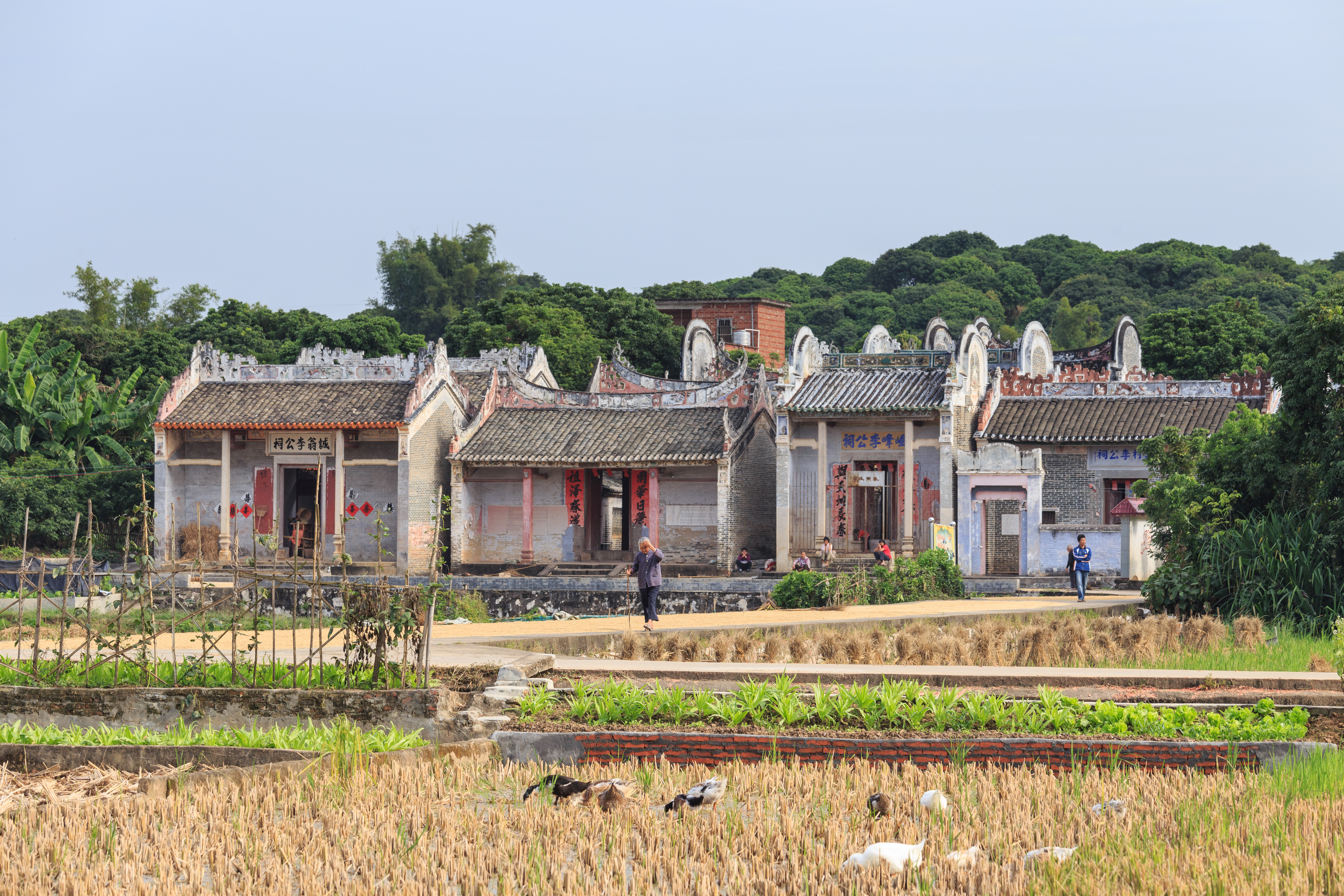
Деревня в Юньане
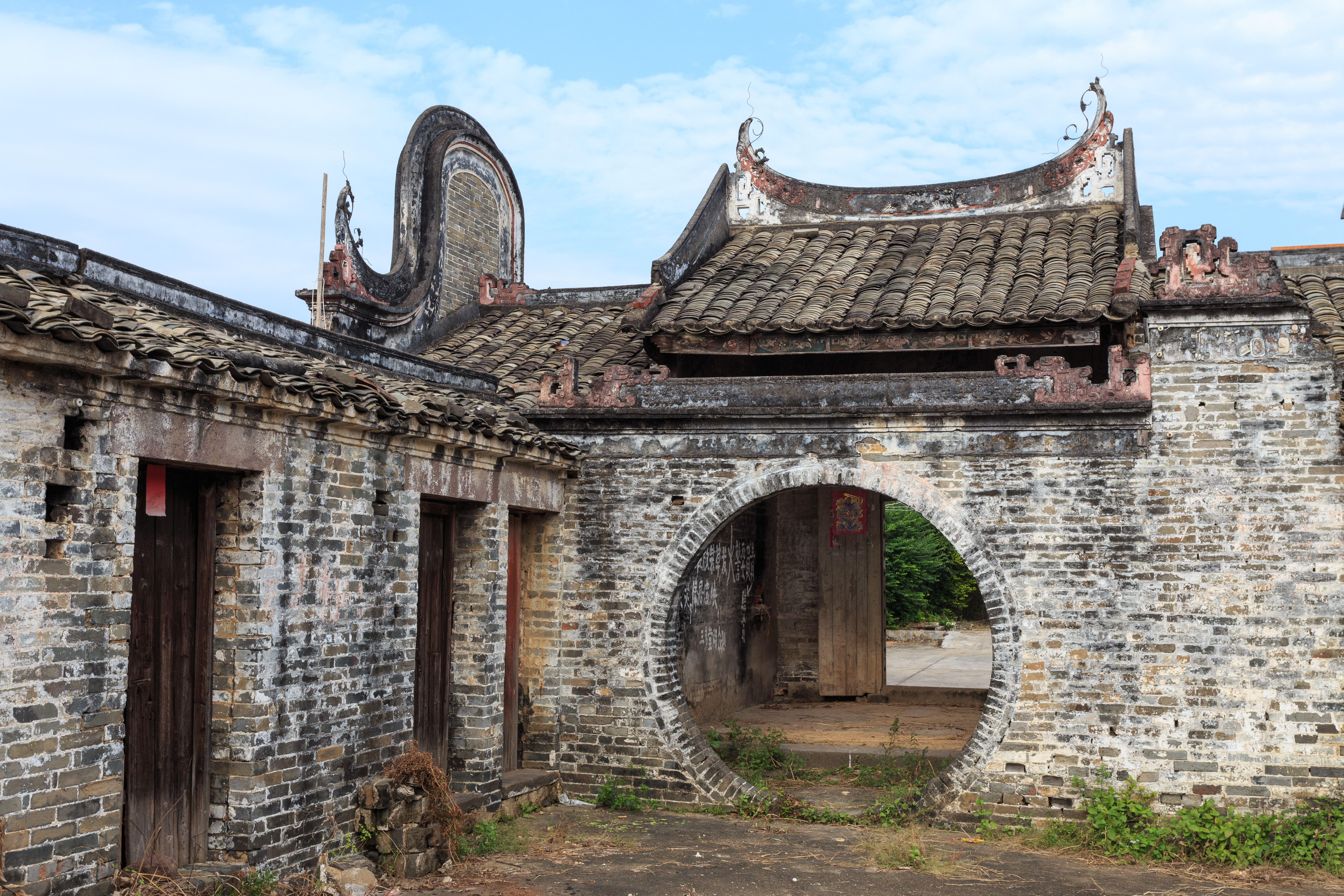
Старинный дом в Юньане
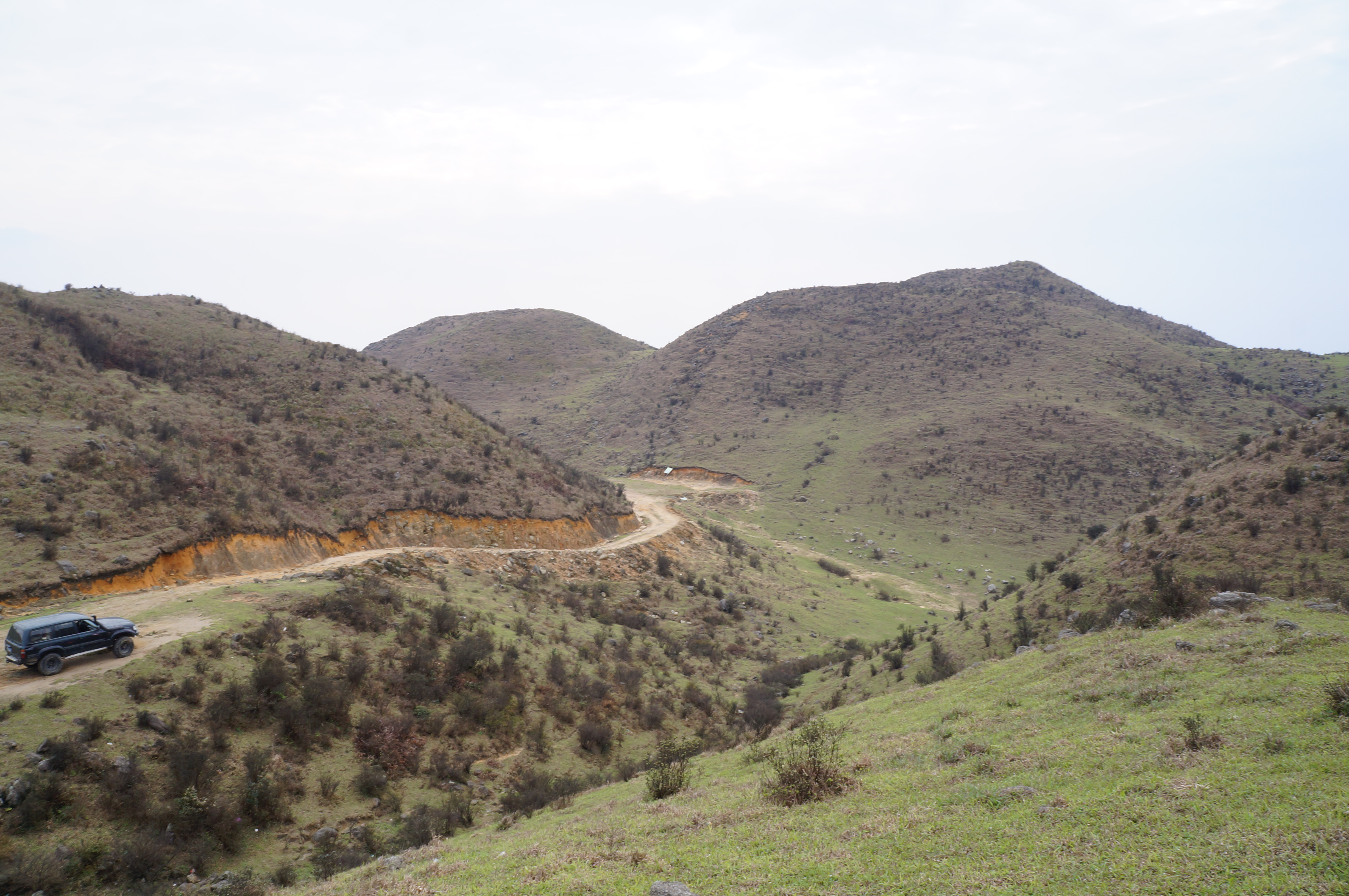
Холмы в Синьсине